# Hristo Hristov
Hristo Hristov (in bulgaro Христо Христов?; Plovdiv, 11 aprile 1926 – Sofia, 16 aprile 2007) è stato un regista e sceneggiatore bulgaro.
Diresse 19 film tra il 1969 e il 1997.

## Filmografia parziale
- Posledno ljato (1974)
- Cyklopăt (1976)
- Barierata (1979)
- Kamionăt (1981)
- Harakteristika (1985)